# Que la barque se brise, que la jonque s'entrouvre
Pour plus de détails, voir Fiche technique et Distribution.
Que la barque se brise, que la jonque s’entrouvre est un téléfilm franco-cambodgien de Rithy Panh, réalisé en 2000 et diffusé à l’automne 2001.

## Synopsis
Ce téléfilm décrit la rencontre entre Bopha (« fleur »), rescapée du génocide des Khmers rouges, patronne d’un restaurant cambodgien et joueuse passionnée, et Mihn, boat people vietnamien, taxi la nuit et livreur le jour pour son oncle épicier, et les sentiments qui naissent entre les deux réfugiés.
Entre la fièvre du jeu qui amène Mihn à s’endetter, les préjugés des deux communautés face à l’étranger, la vie de la collectivité féminine qui entoure Bopha au restaurant, les interrogations de sa fille Lacksmey qui souhaite aller au Cambodge et en savoir plus sur son père, mort dans les camps de travail, se dessine par petites touches toute la douleur des survivants.

## Distribution
- Vantha Talisman : Bopha
- Éric Nguyen : Mihn
- Molica Kheng : Lacksmey
- Chamroeun Na : Yeay Mean
- Tévy Tan : Naline
- musique originale: Marc Marder

## Commentaire
- Coproduit par Arte et diffusé pour la première fois le 5 octobre 2001 sur Arte.